# Fievel
Fievel est un personnage de dessins animés créé par David Kirschner et apparue pour la première fois en 1986 dans Fievel et le Nouveau Monde, long-métrage d'animation de Don Bluth. 
L'histoire de cette petite souris anthropomorphe commence à la fin du XIXe siècle en Russie, sa patrie. Fievel et sa famille, les Souriskewitz, décident de fuir les pogroms et la famine pour rejoindre le Nouveau Monde, où le fromage ne manque pas et où les chats sont absents. Arrivés à New York, ils se rendent compte que la vérité est tout autre. 
En 1991, dans Fievel au Far West, les Souriskewitz repartent pour de nouvelles aventures, espérant cette fois trouver l'eldorado.
En 1992, une série télévisée narre les péripéties de Fievel après son arrivée dans l'Ouest américain : Les Aventures de Fievel au Far West.
Depuis, Larry Latham (en) a réalisé deux autres films mettant en scène Fievel :
- 1998 : Fievel et le Trésor perdu
- 2000 : Fievel et le Mystère du monstre de la nuit

## Parodies
- Une parodie de la scène où Fievel chante sa chanson à la pleine lune a été faite dans South Park, épisode 5 de la saison 12 intitulé Ciel, une quéquette !.
- Cette même scène a été reprise en hommage dans l'épisode 10 de la saison 1 de la série Community. Abed et Troy tentent de dresser un rat à répondre / réagir à la chanson de Fievel.